# لويس ساها

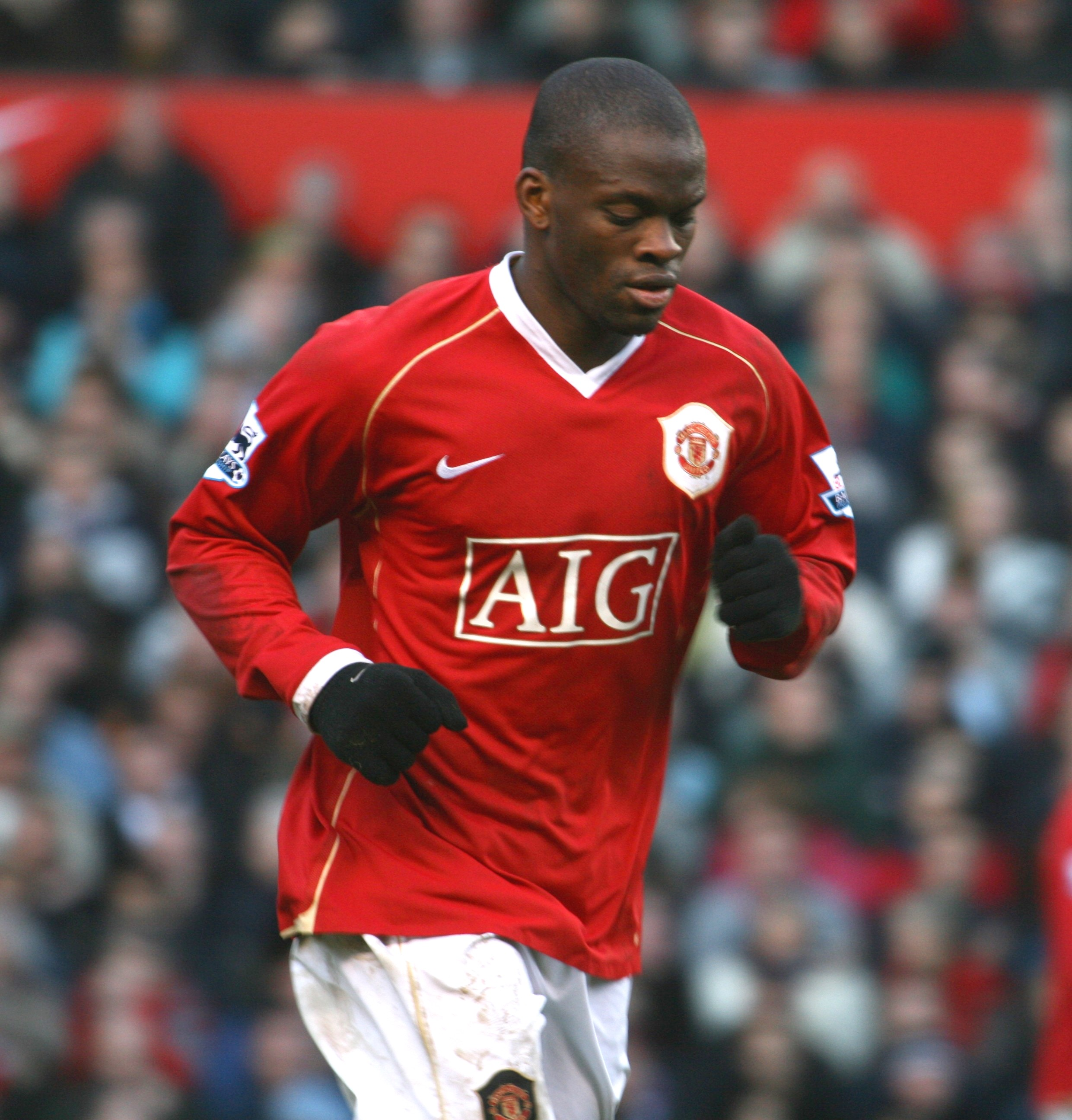
لويس ساها

لويس ساها (بالفرنسية: Louis Saha)‏ المولود في 8 أغسطس في العام 1978 في باريس، لاعب كرة قدم فرنسي من أصل غواديلوبي سابق كان يلعب في خط الهجوم، وسبق له اللعب مع نادي ايفرتون الإنجليزي، إضافة إلى نادي مانشستر يونايتد الذي حقق معه بطولات كثيرة ومنها كأس السوبر الإنجليزي.

## روابط خارجية
- لويس ساها على موقع الاتحاد الدولي (مؤرشف)  (الإنجليزية)
- لويس ساها على موقع الاتحاد الأوربي (الإنجليزية)
- لويس ساها على موقع إي إس بي إن إف سي (الإنجليزية)
- لويس ساها على موقع قاعدة بيانات كرة القدم.إي يو (الإنجليزية)
- لويس ساها على موقع بيانات كرة القدم. دي إي (الألمانية)
- لويس ساها على موقع ليكيب (الفرنسية)
- لويس ساها على موقع ناشيونال فوتبول تيمز (الإنجليزية)
- لويس ساها على موقع Soccerbase.com (لاعب) (الإنجليزية)
- لويس ساها على موقع Soccerway.com (الإنجليزية)
- لويس ساها على موقع عالم كرة القدم.نت (الإنجليزية)